# Pat Barker
Pat Barker   (Thornaby-on-Tees, 8 de maig de 1943) es una escriptora anglesa guanyadora de diversos premis com el Booker de 1995.

## Trajectòria
Pat Barker va néixer al si d'una família monoparental (no va conèixer la seva mare) de classe obrera i va créixer amb els seus avis. Va estudiar Història a la London School of Economics i es va graduar el 1965. Fins al 1970 va treballar de professora, primer d'un col·legi i després de la seva alma mater, alhora que cuidava de la seva àvia malalta, que va morir el 1971. El seu cognom el va prendre del conegut zoòleg David Barker, amb qui es va casar el 1978, després d'haver-hi conviscut des del 1969. Va enviudar el 2009.
El 1982, en ple thatcherisme, va debutar al món de la literatura amb la novel·la de realisme social Union Street, obra de gran èxit concebuda com un fris de vides creuades dividida en set capítols, cada un dels quals està focalitzat en un personatge femení de classe treballadora, i que va ser adaptada al cinema el 1990 amb el títol d'Iris i Stanley i protagonitzada per Jane Fonda i Robert de Niro. Baker de seguida va publicar dos llibres que, com el primer, posen el focus d'atenció als problemes de les dones de classe treballadora i les seves relacions amb les seves parelles i l'alcohol: Blow Your House Down (1984) i The Century's Daughter (1986).

## Obra publicada
- Union Street (1982)[5]
- Blow Your House Down (1984)
- The Century's Daughter (1986)
- The Man Who Wasn't There (1988)
- Regeneration Trilogy:
  - Regeneration (1991)
  - The Eye in the Door (1993)
  - The Ghost Road (1995)
- Another World (1998)
- Border Crossing (2001)
- Double Vision (2003)
- Life Class (2007)
- Toby's Room (2012)
- Noonday (2015)
- The Silence of the Girls (2018)
- The Women of Troy (2021)